# 浦島太郎 (1918年の映画)
『浦島太郎』は、1918年（大正7年）2月1日公開の北山清太郎による日本のアニメ映画である。本作と考えられるフィルムが再発見されたが、のちに別作品であることが判明した（後述）。

## 概要
国産アニメ映画の創始者の1人である北山清太郎が手がけたアニメ映画。1918年2月1日に浅草・オペラ座で公開。後述の通り本作と推定されるフィルムが存在したことから、現存する2番目に古い国産アニメーションとされていた。フィルムは現存していないが、2017年の新美ぬゑの調査により、雑誌に掲載された本作品のスチール図版18枚の存在が確認されている。
おとぎ話の『浦島太郎』をアニメーション化した作品。物語は民話の浦島太郎をなぞっているが、劇中で映画を上映するシーンなど当時としては斬新な表現がみられる。
なおこの当時は、セル画などの技術が日本に伝わっていないため、半紙のような薄い紙に少しずつ動きの異なるキャラクターを描いていき、それを1枚1枚撮影する、いわゆるペーパーアニメーション方式で制作されていたという。

### スタッフ
- 原作 - 「浦島太郎」
- 原案・演出・作画・監督 ‐ 北山清太郎
- 製作 ‐ 日活向島撮影所

## 「浦島太郎」と推定されていたフィルム
北山の『浦島太郎』はながらくフィルムが現存しないとされていたが、2007年（平成19年）夏に文化史家の松本夏樹が大阪で玩具用の映写機と幸内純一の『なまくら刀』とともに売られているのを発見し買い取った。このフィルムはメインタイトル部分が欠落しており、松本はフィルムの古さからの推定と文献資料の裏付けからこれを『浦島太郎』であると推定した。このフィルムは東京国立近代美術館フィルムセンターでデジタル復元され、2008年（平成20年）4月24日から開催された「発掘された映画たち2008」で上映された。
2017年、アニメーション研究家の新美ぬゑが国産アニメーション100年を記念する京都国際マンガミュージアムの企画展の準備に際して資料を調査したところ、従来『浦島太郎』と思われていたフィルムとは登場キャラクターが全く異なる『浦島太郎』のスチールを発見した。これによって、このフィルムは北山による『浦島太郎』でないことが判明した。東京国立近代美術館の運営するウェブサイト「日本アニメーション映画クラシックス」ではこの発見を受け、本フィルムを北山作品のリストから除外し、「浦島太郎（仮）」という仮題を付している。
上映時間は1分、16fps、35mmフィルム、無声、染色。